# رودخانه نیرنگ
رودخانه نیرنگ (انگلیسی: River of Deceit) ترانه‌ای اثر گروه مد سیزن است که در سال ۱۹۹۵ به عنوان اولین تک‌آهنگ تنها آلبوم این گروه (بالای سر) منتشر شد. از جمله کاورهای این ترانه می‌توان به اجرای گروه سیثر اشاره کرد.
این ترانه موفق‌ترین ترانهٔ این گروه است که توانست در جدول مین استریم و آلترناتیو آمریکا به ترتیب رتبه‌های دوم و نهم را کسب کرده و هم‌چنین توانست در چارت کانادا هم جزو ۱۰۰ ترانه برتر قرار گیرد.